# Любовь Данте
«Любовь Данте» — картина английского художника-прерафаэлита Данте Габриэля Россетти, созданная в 1860 году, часть триптиха, посвящённого возлюбленной Данте Алигьери Беатриче Портинари. На данный момент находится в собрании Британской галереи Тейт. Центральная часть триптиха представляет персонифицированное изображение любви, находящееся между ликами Христа и Беатриче.

## История
«Любовь Данте» должна была стать центральным элементом триптиха, создававшегося для украшения предметов мебели Уильяма Морриса и его супруги Джейн. В 1859 году Россетти передал им в качестве свадебного подарка первые две части триптиха, изображающие Беатриче на земле и на небе, а в октябре 1860 года начал работу над «Любовью Данте», но не закончил её. В 1863 году Россетти временно вернулся к работе над картиной.
В 1865 году художник вновь вернулся к картине. Работа была продана Эрнесту Гэмбарту. В 1920 году она была подарена Британской галерее Тейт, где находится по сей день.

## Описание
Центральной фигурой стала персонификация любви. На центральной панели должна была появиться Беатриче в момент смерти; картина разделена на две части по диагонали, в верхнем левом углу изображён лик Христа, а в нижнем правом — самой Беатриче, так здесь происходит переход возлюбленной Данте с земли на небо (и устанавливается связь изображений на боковых частях триптиха). Несмотря на реалистичное изображение фигур, фон написан достаточно схематично и стилизованно, некоторые его части остались незавершёнными. Существует предположение, что на заключительном этапе создания картины над ней работал не сам Россетти, а его помощники.

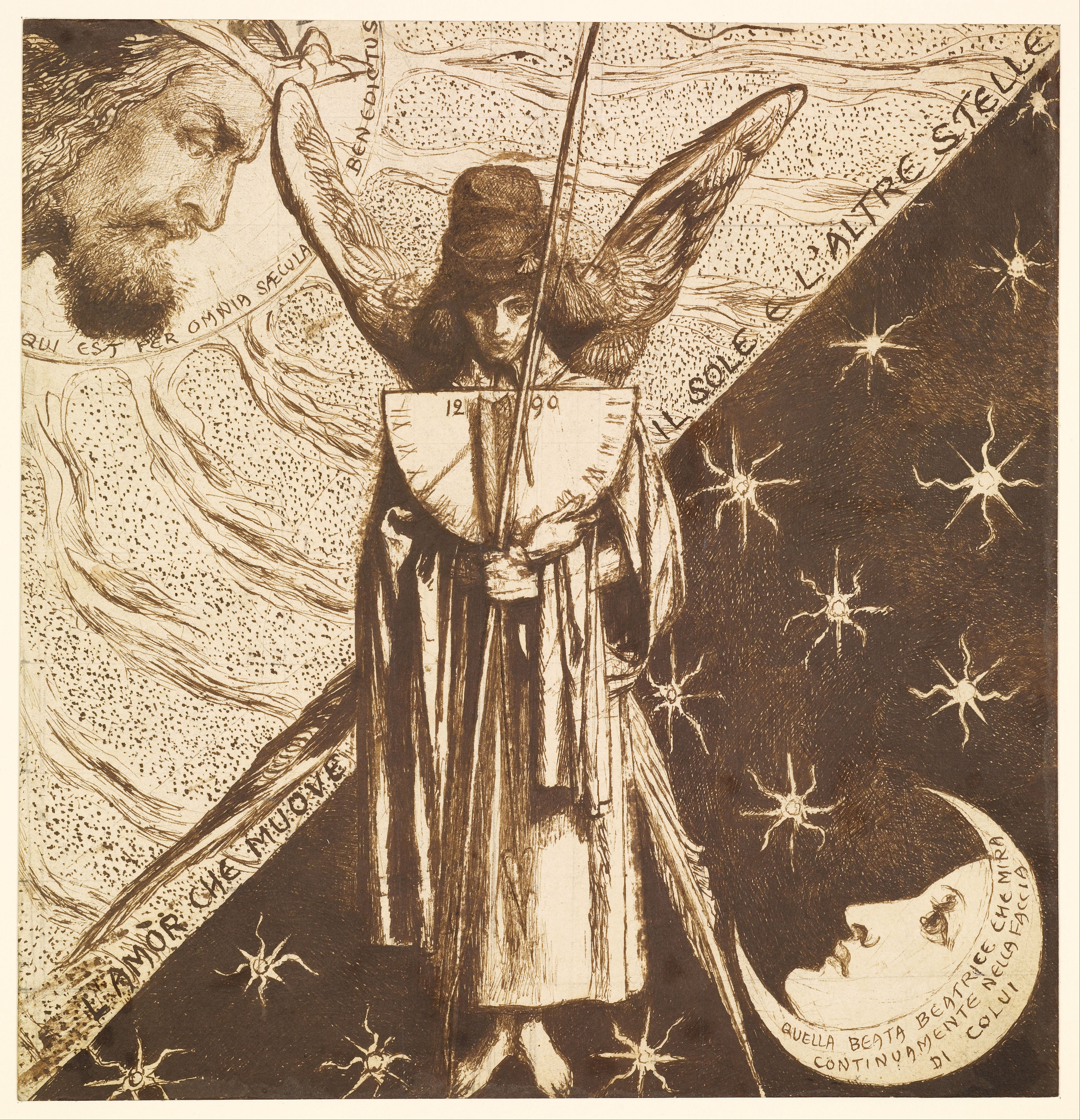
Рисунок 1860 года

Хотя картина не была закончена, существует полностью проработанный чернильный рисунок с тем же сюжетом, созданный предположительно в конце 1860-х годов. На нём Любовь держит в руках солнечные часы, показывающие дату и время смерти Беатриче, также на картине написаны цитаты из стихотворения Данте «Новая жизнь» и «Божественной комедии». Рисунок хранится в художественном музее Бирмингема. Там же хранится ещё один карандашный эскиз картины, находящийся на обороте произведения «Врата памяти» (создан предположительно в 1871 году).